# 卢布亚希夫卡河
卢布亚希夫卡河（烏克蘭語：Луб'яшівка），是烏克蘭的河流，位於該國東南部，屬於上捷爾薩河的左支流，發源自維利内以北，流經扎波羅熱州，河道全長23.7公里，流域面積152平方公里。